# Helen Stephens
Pour les articles homonymes, voir Stephens.
Helen Herring Stephens, née le 3 février 1918 à Fulton (Missouri) et morte le 17 janvier 1994, était une athlète américaine.

## Biographie
Son surnom était Fulton Flash (l'éclair de Fulton). Elle a remporté toutes les courses de sprint auxquelles elle a participé. Elle était aussi très forte au lancer du poids et du disque. Elle a d'ailleurs remporté le titre national dans ces deux catégories.
À l'âge de 18 ans, elle prit part aux Jeux olympiques d'été de 1936 à Berlin. Elle remporta le titre sur 100 m devant la championne en titre Stanisława Walasiewicz. Son temps de 11 s 5 était en dessous du record du monde, mais il ne fut pas homologué en raison d'un vent trop favorable. Stephens remporta une autre médaille d'or en relais 4 × 100 m avec Harriet Bland, Annette Rogers et Elizabeth Robinson, profitant de la perte de témoin des favorites allemandes.
Dans la salle de réception vitrée-blindée d'Adolf Hitler, elle répondit au salut nazi par une unique poignée de main. Invitée alors par Hitler à passer un week-end en sa compagnie, elle répondit simplement en détournant la tête. À la suite de ce geste, elle eut affaire à une campagne de presse sous-entendant qu'elle était un homme.
Elle arrêta l'athlétisme un an plus tard et joua quelques années au niveau professionnel au basket-ball et au softball.
Elle est décédée à Saint Louis à l'âge de 75 ans.

## Palmarès

### Jeux olympiques d'été
- Jeux olympiques d'été de 1936 à Berlin ( Allemagne)
  -  Médaille d'or sur 100 m
  -  Médaille d'or en relais 4 × 100 m

## Hommage
- Elle est inscrite au National Women's Hall of Fame.